# نادو، میشیگان
نادو (به انگلیسی: Nadeau Township) یک منطقهٔ مسکونی در ایالات متحده آمریکا است که در شهرستان منامنی، میشیگان واقع شده‌است.
 نادو ۲۰۹٫۳ کیلومتر مربع مساحت و ۱٬۱۶۰ نفر جمعیت دارد و ۲۳۷ متر بالاتر از سطح دریا واقع شده‌است.